# Hayward (condado de Sawyer, Wisconsin)
Hayward es un pueblo (en inglés, town) del condado de Sawyer, Wisconsin, Estados Unidos. Según el censo de 2020, tiene una población de 3765 habitantes.

## Geografía
Está ubicado en las coordenadas 45°59′24″N 91°24′21″O / 45.99000, -91.40583 (45.990133, -91.405956). Según la Oficina del Censo de los Estados Unidos, Hayward tiene una superficie total de 165.7 km², de la cual 148.9 km² corresponden a tierra firme y 16.8 km² son agua.

## Demografía
Según el censo de 2020, hay 3765 personas residiendo en la zona. La densidad de población es de 25.3 hab./km². El 71.0% de los habitantes son blancos, el 22.2% son amerindios, el 0.3% son asiáticos, el 0.2% son afroamericanos, el 0.5% son de otras razas y el 5.8% son de una mezcla de razas. Del total de la población, el 1.8% son hispanos o latinos de cualquier raza.

## Gobierno
El municipio está gobernado por una junta integrada por tres supervisores. Hay, además, un secretario (clerk) y un tesorero.